# اچ‌ام‌اس آگوستا (۱۷۳۶)
اچ‌ام‌اس آگوستا (۱۷۳۶) (به انگلیسی: HMS Augusta (1736)) یک کشتی بود که طول آن ۱۴۴ فوت (۴۳٫۹ متر) بود.